# Audronius Beišys
Audronius Beišys (*  3. Februar 1953 in Skaudvilė, Rajongemeinde  Tauragė) ist ein litauischer Grenzschützer und Polizeikommissar, von 1996 bis 1998 Leiter des litauischen Grenzschutzes, Oberst der litauischen Streitkräfte.

## Leben
1976 absolvierte er die S. M. Kirow-Militärhochschule in Leningrad und bis 1989 diente in der Sowjetarmee.
1991 leitete er eine Unterabteilung am Verteidigungsministerium Litauens. Von 1992 bis 1994 war er Stabschef der Brigade Geležinis vilkas, von 1994 bis 1996 Adjutant des litauischen Präsidenten, ab 1995 Oberst. Von 1996 bis 1998 leitete er als Hauptkommissar den litauischen Grenzschutz (Grenschutzpolizeidepartament), ernannt durch Ministerpräsident Mindaugas Stankevičius und Innenminister Virgilijus Bulovas. 2003 war er Ministerberater am Innenministerium Litauens.

## Auszeichnung
1993:  Vyčio Kryžiaus ordinas, 5. Stufe